# Kị sĩ thiên nga
Kị sĩ Thiên Nga (tiếng Đức: Schwanenrittersage) là một nhân vật huyễn tưởng thịnh hành trong văn chương Đức từ trung đại tới nay.

## Lịch sử
Văn bản cổ nhất đề cập kị sĩ Thiên Nga lưu lại tới nay là Võ công ca (1192) bằng Pháp văn trung đại (thời điểm văn hóa Pháp và Đức chưa biệt lập), mà nhân vật này được gọi Le chevalier au Cigne. Như vậy, lịch sử kị sĩ Thiên Nga có thể lấy thế kỷ XII hay thậm chí XI làm khởi nguyên bởi sức ảnh hưởng của cao trào thập tự chinh.
Trong hai thế kỷ tiếp sau, kị sĩ Thiên Nga được các tác gia mới gia công dần và nhìn chung có thể liệt nhân vật này vào thời đại Arthur, tuy rằng không liên đới lắm tới Đoàn Trác huynh đệ.
Ở các thế kỷ XVIII-XIX, hình tượng kị sĩ Thiên Nga tiếp tục chuyển hóa sau thời gian rất dài gián đoạn, được các tác gia bổ sung thêm huyền tích và lai lịch mới.

## Huyền sử
Ở thời sơ khởi, kị sĩ Thiên Nga được giải thích là một nhân vật trượng nghĩa, thường thoắt ẩn thoắt hiện để cứu khổ phò nguy trên một chiếc bè do con thiên nga khổng lồ kéo đi. Đương thời, vương công Godefroy de Bouillon (1058 - 1100) tự tuyên bố là hậu duệ của nhân vật huyền thoại này.
Theo thế phổ được công bố bấy giờ, kị sĩ Thiên Nga chính danh là Helias (bắt nguồn từ thánh danh Elijah), con trai nhà quý tộc Orient xứ Illefort cùng phu nhân Beatrix. Về sau "Beatrix" được đảo thành Elioxe cho hiệp vần với "Helias". Phiên bản truyền kì này được người Pháp hiện đại coi là bản sắc của mình.
Ngược lại, nước Đức hiện đại cứ theo sử thi Parzival (1200-10) của tác gia Wolfram von Eschenbach để xác lập huyền tích riêng về kị sĩ Thiên Nga. Trong đó, nhân vật này được định danh là Loherangrin, con trai kị sĩ Parzival lừng danh hội Bàn Tròn. Năm 1850, tác gia Richard Wagner đã phát triển huyền thoại này thành nhạc kịch Lohengrin.
Ngoài ra, trong tác phẩm Perceval săn lùng Thánh Tước do tác gia Chrétien de Troyes khởi thảo thế kỷ XII đề cập một kị sĩ tên Brangemuer, em trai kị sĩ Guerrehett, vong trận trên một chiếc bè do con thiên nga kéo. Tuy nhiên, phiên bản này không được phần đông độc giả các thế hệ ưa thích.

## Văn hóa
Năm 1838, trong ấn phẩm Eventyr, fortalte for Børn. Ny Samling. Første Hefte, tác gia Hans Christian Andersen đã tường trình câu truyện Thiên nga hoang dã (De vilde svaner). Trứ tác kể về cuộc phiêu lưu kì thú của công chúa Elisa và 11 anh em trai. Trong đó, các vương tử bị bà mẹ kế phù phép thành thiên nga, chỉ có thể hoàn hình khi màn đêm buông. Về sau, Elisa giải thoát được cho các anh em nhờ đan 11 chiếc áo tầm ma. Con số 12 nhằm phiếm chỉ 12 tháng trong năm - tức là thời gian họ phải cách biệt nhau. Bản truyện mới mẻ này vô cùng ăn khách, được giới văn nghệ đương thời chuyển thể thành nhạc kịch và cũng phát triển thêm tình tiết.
A Hungarian version of the story was collected by Hungarian journalist Elek Benedek, with the title Hattyú vitéz, and published in a collection of Hungarian folktales (Magyar mese- és mondavilág).